# Die Alone
Die Alone è un singolo del gruppo musicale statunitense Light the Torch, pubblicato il 2 febbraio 2018 come primo estratto dal terzo album in studio Revival.

## Tracce
1. Die Alone – 3:52 (testo: Howard Jones – musica: Light the Torch)

## Formazione
Gruppo
- Howard Jones – voce
- Francesco Artusato – chitarra, tastiera, programmazione
- Ryan Wombacher – basso
- Mike "Scuzz" Sciulara – batteria

Produzione
- Josh Gilbert – produzione, ingegneria del suono
- Light the Torch – produzione
- Joseph McQueen – ingegneria del suono, missaggio
- Chris Gehringer – mastering